# Diana Marossek
Diana Marossek (geboren 1984 in Ost-Berlin) ist eine deutsche Unternehmerin, Kuratorin, Autorin, Projektmanagerin weltweiter Kunstprojekte und CEO bei Street Art Berlin, einer Netzwerkplattform und Künstleragentur mit Hauptsitz in Berlin.

## Leben und Arbeit
Diana Marossek wuchs in Berlin auf, wo sie zunächst im Bachelor Betriebswirtschaft und Recht an der Hochschule für Wirtschaft und Recht (University of Applied Science) und anschließend im Master Medienwissenschaften an der TU Berlin studierte und erfolgreich abschloss. An der TU Berlin schloss sie ihre Dissertation im Bereich Soziolinguistik Magna cum laude ab und wurde 2013 zum Dr. phil. promoviert. In ihrer Dissertation „Gehst du Bahnhof oder bist du mit Auto?“ untersuchte sie vorrangig das Phänomen der „Kontraktionsvermeidung“ (Weglassen kontrahierter Präpositionalformen, zum Beispiel „Ich gehe Kiosk“ statt „Ich gehe zum Kiosk“) im Sprachgebrauch von Berliner Schülern, deren unterrichtliche und außerunterrichtliche Kommunikation sie aufzeichnete. Dazu besuchte sie als vorgebliche Studienreferendarin 8. und 10. Klassen an insgesamt 30 Berliner Schulen mit unterschiedlichem sozialen Umfeld.
Für ihre Dissertation erhielt Marossek 2014 einen der zweiten Preise des Deutschen Studienpreises der Körber-Stiftung. Aufgrund des großen öffentlichen Interesses veröffentlichte sie ihre Ergebnisse in Buchform unter dem Titel Kommst du Bahnhof oder hast du Auto? Warum wir reden, wie wir neuerdings reden. Darin versucht Marossek für die in Deutschland vorwiegend von zweisprachigen Migranten gesprochenen deutschen Dialekte, für die Heike Wiese schon früher den in der Fachwelt nicht akzeptierten Begriff „Kiezdeutsch“ vorgeschlagen hatte, die Bezeichnung „Kurzdeutsch“ zu etablieren. Darüber hinaus vertritt sie die These, dass diese Sprachmuster aus der Jugendsprache bereits in die allgemeine Umgangssprache übergegangen seien, wo sie als Ausdruck von Coolness akzeptiert würden.
Marossek betrieb in Berlin den Schlehdorn Verlag, in dem sie eine Reihe von Kinderbüchern um die Figur „Piepvögelchen“ veröffentlichte.
Sie war als Dozentin in der Erwachsenenbildung im Schwerpunkt Unternehmens-, Medien- und Urheberrecht sowie Social Media und Projektmanagement tätig.
Seit 2006 ist sie CEO bei Street Art Berlin UG (haftungsbeschränkt) und als solche führender Kopf verschiedener lokaler, nationaler und internationaler Projekte, Künstleraustausche, Auftragsvergaben wie Murals und Unternehmensausstattungen durch Künstler des Netzwerks Street Art Berlin. Zum Netzwerk gehören berühmte Street-Art-Künstler wie Alias, BLO, Christian Rothenhagen/DeerBLN, Damian Yves Rohde / DYR Wandbrand, El Bocho, Falkland, Johannes Mundinger, Larse „Base23“ Niebuhr, Rabea Senftenberg, Ron Miller, Sam Crew, Sokar Uno, Vidam, Xoooox und viele mehr, die Berlins Straßen und Galerien zu der Street Art Hochburg Deutschlands und Europas machen, die sie ist.
Ehrenamtlich ist sie im Rahmen des Vereins Urban Art e.V. für die Organisation und Durchführung der Urban Art Week, die seit 2018 jährlich stattfindet und mehrere Dutzend Galerien, Organisationen und Projekträume miteinander vernetzt, um über eine Woche Besuchern einen Zugang zur urbanen Kunst (Street Art, Graffiti-Writing, Performances, Live-Painting u. v. m.) mitverantwortlich.

## Schriften (Auswahl)
- Kommst du Bahnhof oder hast du Auto? Warum wir reden, wie wir neuerdings reden. Hanser Berlin, München 2016, ISBN 978-3-446-25219-6.
- „Gehst du Bahnhof oder bist du mit Auto?“ Wie aus einem sozialen Stil Berliner Umgangssprache wird: Eine Studie zur Ist-Situation an Berliner Schulen 2009–2010. Berlin 2013 (Dissertation TU Berlin, Fakultät 1 – Geisteswissenschaften 2012).

Kinderbücher
- Piepvögelchen kann nicht schlafen. Bilder von Charlotte Hintzmann. Schlehdorn, Berlin 2012, ISBN 978-3-941693-05-0.
- Piepvögelchen hat Geburtstag. Bilder von Dorit Schneider. Schlehdorn, Berlin 2010, ISBN 978-3-941693-02-9.
- Piepvögelchen ist krank. Bilder von Charlotte Hintzmann. Schlehdorn, Berlin 2010, ISBN 978-3-941693-04-3.
- Piepvögelchen tanzt Ballett. Bilder von Dorit Schneider. Schlehdorn, Berlin 2010, ISBN 978-3-941693-01-2.
- Piepvögelchen und der Mariechenkäfer haben Geburtstag. Bilder von Charlotte Hintzmann. Schlehdorn, Berlin 2010, ISBN 978-3-941693-03-6.
- Piepvögelchen und der Schmetterling. Bilder von Dorit Schneider. Schlehdorn, Berlin 2010, ISBN 978-3-941693-00-5.